# دایسوکه سایتو (زاده ۱۹۸۰)
دایسوکه سایتو (ژاپنی: 斉藤 大介؛ زادهٔ ۲۹ اوت ۱۹۸۰) یک بازیکن فوتبال اهل ژاپن است.
از باشگاه‌هایی که در آن بازی کرده‌است می‌توان به باشگاه فوتبال کیوتو سانگا، باشگاه فوتبال وگالتا سندای، باشگاه فوتبال توکوشیما ورتیس و باشگاه فوتبال توچیگی اشاره کرد.